# فاکس (آرکانزاس)
فاکس (به انگلیسی: Fox) یک منطقهٔ مسکونی در ایالات متحده آمریکا است که در شهرستان استون، آرکانزاس واقع شده‌است. فاکس ۴۳۰٫۹۹ متر بالاتر از سطح دریا واقع شده‌است.